# Булыгин, Юрий Сергеевич
Булыгин Юрий Сергеевич (1931—2000) — советский и российский учёный, известный историк Алтая и Сибири, кандидат исторических наук.

## Биография. Научная деятельность
Юрий Сергеевич родился в г. Бийске 22 декабря 1931 г.. Окончил в 1955 г. историко-филологический факультет ТГУ.
После окончания университета Булыгин Ю. С. работал на Алтае: инспектором Шипуновского РОНО (1955—1956 гг.), а с 1957 г. в Барнауле: инструктором крайкома ВЛКСМ, преподавателем истории в вузах города (АПИ, АГМИ, АСХИ). Под руководством известного сибиреведа З. Я. Бояршиновой выполнил и защитил в 1965 г. в Томском университете диссертацию на соискание учёной степени кандидата исторических наук «Присоединение Верхнего Приобья и России и заселение его русскими крестьянами в XVIII в.»
В АлтГУ с первых дней его создания. Он много сделал для его развития и в частности, для становления исторического факультета. Булыгин Ю. С. был первым деканом факультета, доцентом кафедры истории СССР.
Главной темой исследований Юрия Сергеевича была проблема заселения Алтая, возникновение населённых пунктов, истории приписного крестьянства. В результате его архивных поисков создана уникальная база данных о времени возникновения практически всех населенных пунктов края с фамилиями первых жителей этих населенных пунктов.
Перу Юрия Сергеевича принадлежат монографии: «Первые крестьяне на Алтае» (Барнаул, 1974) и «Приписная деревня Алтая в XVIII веке» (Барнаул, 1997. В 2 ч.). Одновременно Ю. С. Булыгин являлся соавтором многих коллективных трудов, в их числе: «Крестьянство Сибири в эпоху феодализма» (Новосибирск, 1982), «Очерки истории Алтайского края» (Барнаул, 1987).
С Участием Юрия Сергеевича подготовлены учебные пособия по истории Алтая для студентов АлтГУ и учителей школ «История Алтая» (Барнаул, 1983. Ч. 1), «История Алтая» (Барнаул, 1995. Ч. 1.).
Он явился одним из ведущих авторов двух энциклопедий — «Энциклопедии Алтайского края» и «Барнаул». Для второго тома «Энциклопедии Алтайского края» написал 40 статей, для энциклопедии «Барнаул» — 26. Тематика статей: история горнозаводского производства в феодальный период, история населенных пунктов, персоналии рудознатцев, деятелей науки и культуры.
Умер в Барнауле 11 июня 2000 г.

## Память
После смерти Юрия Сергеевича собиравшаяся им всю жизнь коллекция исторической литературы объёмом 872 экз. была подарена родственниками библиотеке Алтайского государственного университета. На каждом экземпляре коллекции стоит штамп «Коллекция Ю. С. Булыгина».
В память о Юрии Сергеевиче кафедра Отечественной Истории АлтГУ проводит ежегодные научные чтения им. Булыгина